# Denis (Seychellen)
Denis is een eiland van de Seychellen. De oppervlakte bedraagt 1,31 km² en het ligt 96,5 km ten noorden van Mahé. Het eiland ligt even onder het eiland Bird, dat het noordelijkste punt van de Seychellen vormt. Denis is voornamelijk een luxeverblijf met 25 gastenchalets. Het eiland heeft ook een eigen luchthaven.
Het koraaleiland is genoemd naar Denis de Trobriand, die er voor het eerst voet aan land zette in 1773.